# Mistivoï
Mistivoï (également : Mistivir, Mistivis, Mistui, Mistuvoi, Mystiwoi ou Mstivoï, mort vers 995), baptisé Billung, du nom de son probable parrain Hermann Billung, était un prince obodrite (princeps Winulorum) de la dynastie des Nakonides. Il mena l'insurrection des Abodrites contre les Germains qui précipita la fin du règne de l'empereur Othon II.

## Témoignages
Il hérita à une date indéterminée de la couronne de son père Nakon et la partagea avec son frère Mstidrag. Ce qui est établi, c'est qu'en 983, les deux frères prenaient la tête de ce que l'historiographie allemande appelle le « Grand soulèvement slave », qui éclate à l'annonce de la défaite de l'empereur Otton II lors de la  bataille du cap Colonne. Mistivoï s'engouffre loin à l'ouest en territoire saxon et cette même année détruit même la toute récente ville de Hambourg. Les évêques d'Oldenbourg, de Schleswig et ceux des sièges danois de Ribe et Aarhus sont chassés . On dispose de deux récits de sa vie et des raisons pour lesquelles il abandonna la foi chrétienne.
Selon Adam de Brême:

« Les princes des Vinules étaient en ce temps-là Mistui et Missidrog, et c'est sous leur commandement que la révolte éclata. Les Slaves entrés en rébellion sous leurs ordres ravagèrent d'abord, par le fer et le feu, toutes les terres du nord de l'Elbe. Puis traversant le reste de leurs pays, ils incendièrent et jetèrent bas les églises. Quant aux prêtres et autres serviteur du culte, ils les mirent à mort par divers supplices, jusqu'à ne laisser subsister sur l'autre rive de l'Elbe le moindre souvenir du christianisme »

Selon Helmold:

« Le duc Herman Billung [en fait Bernard Ier] promit en mariage l'une de ses nièces à Mistivoï [ou Mistivoï la lui demanda] si ce dernier acceptait de l'accompagner dans son expédition en Italie. C'est ce que fit Mistivoï, qui lui rappela sa promesse. Mais Dietrich d’Haldensleben proclama que « la nièce de haute naissance d'un grand prince ne saurait être abandonnée à un chien » ; sur quoi, Mistivoï, appelant les Vélètes à la rescousse, mit à feu et à sang la Nordalbingia (les régions situées au nord de l'Elbe). »

Helmold justifie aussi le soulèvement des Slaves en rappelant systématiquement l'avidité insatiable des Saxons.

## Postérité
Quant à Tove (ou Tofa), la fille de Mistivoï, elle devait épouser Harald-à-la-dent-bleue et fit ériger la pierre runique de Sønder Vissing (en) en mémoire de sa mère. Mistivoï eut encore deux fils, Mstislaw et Udo, dont le premier est souvent confondu avec son père (à cause de la ressemblance des prénoms), et le second succéda à son frère à la tête d'une tribu Wende-abodrite.

## Sources
- (en) Cet article est partiellement ou en totalité issu de l’article de Wikipédia en anglais intitulé « Mstivoj » (voir la liste des auteurs).
- (da) Lis. Jacobsen, Kong Haralds og Kong Gorms Jellingmonumenter, vol. IV, Lund, Scandia, 1931, p. 264.